# (5567) Durisen
(5567) Durisen est un astéroïde de la ceinture principale.

## Description
(5567) Durisen est un astéroïde de la ceinture principale. Il fut découvert le 21 mars 1953 à Brooklyn par l'Indiana Asteroid Program. Il présente une orbite caractérisée par un demi-grand axe de 2,94 UA, une excentricité de 0,22 et une inclinaison de 16,2° par rapport à l'écliptique.